# 廣瀬隆喜
廣瀬 隆喜（ひろせ たかゆき、1984年8月31日 - ）は、日本のボッチャ選手（BC2クラス）。西尾レントオール株式会社所属。広瀬 隆喜とも表記される。

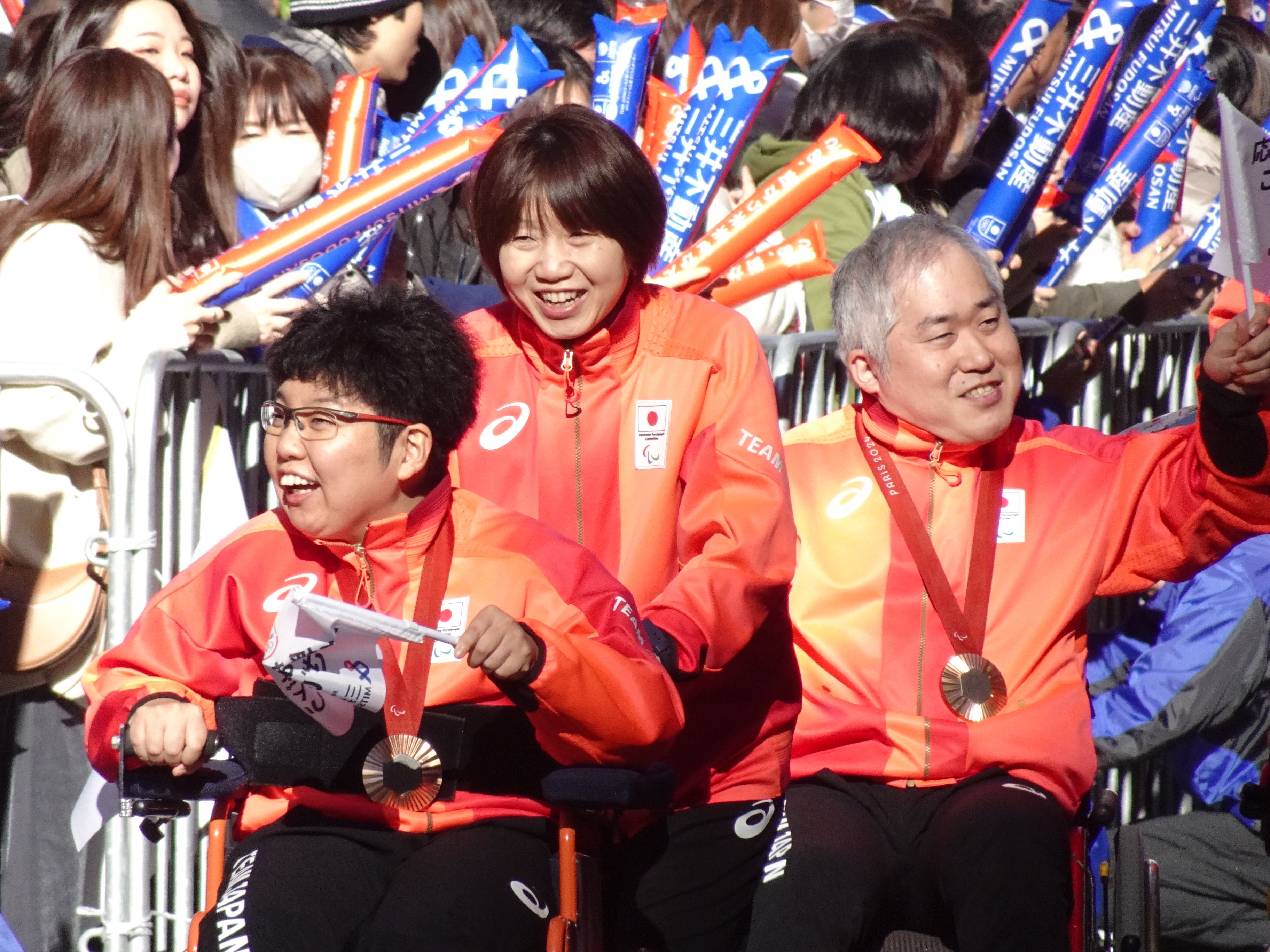
2024年11月30日の「パリ2024オリンピック・パラリンピック TEAM JAPAN応援感謝イベント」での廣瀬隆喜(右)

## 経歴
千葉県君津市生まれ。千葉県立袖ケ浦養護学校（現・千葉県立袖ケ浦特別支援学校）卒。養護学校の中学部ではビームライフル、高等部では3年まで車いす陸上競技をやっており、車いす陸上では2年の時、60メートル走で千葉県記録を出して優勝した経験がある。卒業後も続けれられるスポーツを探していた際にボッチャを紹介された。
ボッチャを始めた2002年の第7回千葉ボッチャ選手権大会で初優勝。2003年の第5回日本ボッチャ選手権大会で初出場で3位に入り、2006年の第8回日本ボッチャ選手権大会で初優勝。同大会ではその後2009年まで4年連続で優勝した。
2005年の第1回アジア・南太平洋ボッチャ選手権大会で国際大会初出場。2008年の北京パラリンピックでは主将を務めた（個人、団体ともに1次リーグ敗退）。その後2009年の第3回アジア・南太平洋ボッチャ選手権大会の個人戦で初優勝を果たし、世界ランキング1位となる（日本人の世界ランキング1位は2015年現在、この1回のみ）。2011年のボッチャワールドカップ 2011で団体準優勝。2012年のロンドンパラリンピックでは団体戦準々決勝敗退（7位）、個人戦2回戦敗退であった。
2016年のリオデジャネイロパラリンピックでは混合団体と個人戦に出場。ボッチャ日本代表としては唯一の3大会連続出場であった。大会では混合団体で準決勝でポルトガルに勝利し、日本ボッチャ史上初めてのメダルが確定。決勝でタイに敗れ、銀メダルを獲得した。個人戦は2連勝で1次リーグを突破したが、準々決勝で敗退した。
同年11月26日、27日に開催された第18回日本ボッチャ選手権大会では2大会ぶり7回目の優勝を果たした。

## 主な成績
詳細はBOCCIA FAN参照。
- リオデジャネイロパラリンピック 準優勝（混合団体 BC1-2）。
- 日本ボッチャ選手権大会 優勝7回（2006年、2007年、2008年、2009年、2011年、2015年2月、2016年）。
- BOCCIA JAPAN CUP 優勝7回（2005年、2006年、2008年、2009年、2010年、2011年、2012年）。
- 関東ボッチャ選手権大会 優勝9回。
- 千葉ボッチャ選手権大会 優勝12回。
- 第3回アジア・南太平洋ボッチャ選手権大会 個人戦優勝。
- Boccia World Open Poznan 2015 団体優勝。

日本ボッチャ選手権大会BC2クラスの7回優勝は最多。

## 人物
- 先天性の脳性麻痺による四肢体幹機能障害で車いすでの生活。手にも軽い障害がある[2]。左利きだが、習字を習った事で、字は右手で書くようになった。ただし、ボールを投げるのは左である[21]。
- 養護学校卒業後は富津市にある養護施設で事務処理の作業に従事しながら、週末に体育館でのトレーニングを行っている[4][6]。東京都や千葉県で講演活動を行うこともある[21]。
- ロンドンパラリンピックで主将を務めた杉村英孝とは自他ともに認めるライバル関係[9][22][23]。日本ボッチャ選手権大会では2013年の第14回大会、第15回大会で杉村に敗れ、準優勝[23]。2015年2月の第16回大会では準決勝で杉村を破り、6回目の優勝を果たした[24]。同年12月の第17回大会には再び杉村に敗れ、準優勝となっている[23]。